# Могила Таме-Тунга
«Могила Таме-Тунга» — научно-фантастический роман советского писателя-фантаста Константина Нефедьева.

## Сюжет
Действие романа происходит во второй половине сороковых годов двадцатого века в джунглях реки Амазонки. Сюжет развивается вокруг поиска могилы Таме-Тунга, легендарного вождя индейского племени лакори.

## История создания
После смерти Константина Нефедьева, руководителю литературного объединения, членом которого был писатель, Николаю Воронову удалось найти литературного обработчика — Никиту Яковлевича Болотникова, который на основе оставшихся черновиков и набросков дописал роман, сохранив при этом авторский стиль.